# 内田愛美
内田 愛美（うちだ まみ、2月6日 - ）は、日本の女性声優。神奈川県出身。フォレストリンク所属。

## 経歴
中学校時代に演劇部に所属しており、男の子役を演じる機会があったが、身なり、喋りかたで自分と性別、体格のかけ離れた人物を演じることに限界を感じていたことがあったという。ちょうど同じ部活の先輩が声優を目指していたこともあり、その先輩から職業としての声優があることを教えてもらったのがきっかけである。「声優なら、自分より背の高いキャラクターも、妖精みたいにすごく小さいキャラクターも、性別の違う男の子だって演じることができる、夢のような職業だな」と思い、興味を持つようになったという。その後、親に声優になりたいことを告げたところ「やりたいことをやってみれば？」と応援してくれたため、アミューズメントメディア総合学院声優学科に通い始め、声優を目指し始めたという。
EARLY WINGに所属していた（2010年4月から2012年3月までは準所属）が、2015年6月に退所。
フリーの期間を経て、2016年5月3日からはクロコデイルに所属。2021年4月1日、クロコデイルがフォレストリンクと合併したことにより、現所属はクロコデイルのフォレストリンク事業部となる。

## 人物
音域はG3 - F5。
趣味・特技はピアノ、スイーツデコ集め、携帯ゲーム。

## 出演
太字はメインキャラクター。

### テレビアニメ
2010年
- 海月姫（女の子）

2011年
- いつか天魔の黒ウサギ（生徒）
- 未来日記（生徒）
- ラストエグザイル-銀翼のファム-

2012年
- しろくまカフェ（ヤマアラシファンクラブ）
- パブー&モジーズ（ローズ・ラビット）

2014年
- 悪魔のリドル（桐ヶ谷柩、桐ヶ谷柩の人形）
- 神々の悪戯（女子生徒B）
- 普通の女子校生が【ろこどる】やってみた。
- まじっく快斗1412

2015年
- アブソリュート・デュオ（吉備津桃、生徒、エトナルク）

2016年
- orange（朝日）
- 三者三葉（スタッフB、女子生徒）

2017年
- ラブライブ!サンシャイン!!（女子生徒）

2018年
- 結城友奈は勇者である -勇者の章-
- ゾイドワイルド（ペンペン村 村人）
- レイトン ミステリー探偵社 〜カトリーのナゾトキファイル〜（リーナ）

2020年
- 継つぐもも（美鷹みまね）

2021年
- レゴ モンキーキッド（メイ）
- 恋と呼ぶには気持ち悪い（女子B）

2023年
- 聖剣学院の魔剣使い（フェンリス・エーデルリッツ）

2024年
- ひとりぼっちの異世界攻略（手芸部っ娘、僧侶、看板娘）

2025年
- BanG Dream! Ave Mujica（記者、先生、客A）
- 片田舎のおっさん、剣聖になる（アリューシア母）
- ぬきたし THE ANIMATION（モブ）

### 劇場アニメ
- 蛍火の杜へ（2011年、お面の子供・姉）
- ラブライブ!サンシャイン!! The School Idol Movie Over the Rainbow（2019年、女子高生）
- 大室家（2024年、インタビュアー、くるみパンちゃん） - 2作品[一覧 1]

### OVA
- 悪魔のリドル 第十三問（2014年、桐ヶ谷柩）

### Webアニメ
- アニメ化企画進行中!?（2012年、桜島究）

### ゲーム
2010年
- はなひらっ!（藤堂真琴） ※同人ゲーム

2011年
- アルカナ・ファミリア -La storia della Arcana Famiglia-（ミルモ 他）
- グランナイツヒストリー
- TOKYOヤマノテBOYS HONEY MILK DISC
  - TOKYOヤマノテBOYS SUPER MINT DISC
  - TOKYOヤマノテBOYS DARK CHERRY DISC

- ラグナロク 〜光と闇の皇女〜（主人公、アデレイド）

2012年
- アイログ（伊倉雫）
- ガールフレンド（仮）（一色愛瑠）
- ソウルマスター（プリースト）
- ディスガイア D2
- TOKYOヤマノテBOYS FRESH GINGER DISC
  - TOKYOヤマノテBOYS PURE RASPBERRY DISC
  - TOKYOヤマノテBOYS BLACK VANILLA DISC
  - TOKYOヤマノテBOYS Portable HONEY MILK DISC

- ボーダーランズ 2（エリー）

2013年
- うぃあか（碧井萌）
- Caladrius（アレックス・マーティン）
- ギンガフォース（スペシア）
- 幻獣姫（ティアマト）
- 閃乱カグラ SHINOVI VERSUS -少女達の証明-
- TOKYOヤマノテBOYS Portable SUPER MINT DISC
  - TOKYOヤマノテBOYS Portable DARK CHERRY DISC

2014年
- ウチの姫さまがいちばんカワイイ（雨遊姫 ベルリーヌ・イリス）
- Caladrius BLAZE（アレックス・マーティン）
- 戦場のウエディング
- 天空のクラフトフリート
- ヒーローズプレイスメント（ネーデル＝松浦、相模原あじさい、北花アゾナス）

2015年
- 刻のイシュタリア（ハルート&マルート、エア、バールベリト、アトロポス、ミツザネ、トバルカイン、エンラエンラ、クラリス、ザリチェ&タルウィ、ブラブラ、テュポーン）

2016年
- シノビナイトメア（召喚の陰陽師）
- 誰ガ為のアルケミスト（エレイン）
- 罪喰い 〜千の呪い、千の祈り〜（庵崎薫）
- ファントム オブ キル（ムラマサ、イルダーナ）
- 武装少女 - ARMED GIRLS -（ユリス・ベルナデット）
- ぷよぷよ!!クエスト（ソニア）

2017年
- TOKYOヤマノテBOYS for V MAIN DISC
- TOKYOヤマノテBOYS for V FAN DISC

2018年
- ライフ イズ ストレンジ ビフォア ザ ストーム（サマンサ・マイヤーズ）
- 感染×少女（廻栖乃まにか）
- 妖怪百姫たん!
- Muse Dash（リン）

2019年
- ボーダーランズ3（エリー）
- ゆめいろファンタジーラテール（パンドラ）

2025年
- アズールレーン（オレグ）

### 舞台
- 進戯団夢命クラシックス#10 project傀儡「ku-gu-tu/カイライ」（2010年12月22日 - 26日、新宿シアターモリエール） - アクア 役

### ドラマCD
- ちょっとかわいいアイアンメイデン（2014年、小橋蒼空[31]）

### 音声ドラマ
- はなひらにめっ!（2011年、藤堂真琴[32]）

### デジタルコミック
- 好きっていいなよ。（2013年、及川あさみ）
- 地球の放課後（2014年、杏南[33]）
- ネトゲ恋愛〜オフ会行ったらイケメン同僚に遭遇してしまいました…〜（2019年、いちご[34]）
- トツキトオカの切愛夫婦事情（2021年、畔上一絵[35]）

### オーディオブック
- シャドウ（2017年、小山[36]）
- 愚行録（2017年[37]）
- 間宮兄弟（2017年[38]）
- 余命10年（2018年[39]）

## ディスコグラフィ

### キャラクターソング
| 発売日  | 商品名                                                 | 歌                                                                       | 楽曲                               | 備考                                                              |
| 2014年  | 2014年                                                 | 2014年                                                                   | 2014年                             | 2014年                                                            |
| ------- | ------------------------------------------------------ | ------------------------------------------------------------------------ | ---------------------------------- | ----------------------------------------------------------------- |
| 5月14日 | 黒組曲・序                                             | 10年黒組                                                                 | 「QUEEN」                          | テレビアニメ『悪魔のリドル』エンディングテーマ                    |
| 6月11日 | 黒組曲・破                                             | 生田目千足（三澤紗千香）、桐ヶ谷柩（内田愛美）                           | 「Poison Me」                      | テレビアニメ『悪魔のリドル』エンディングテーマ                    |
| 6月11日 | 黒組曲・破                                             | 10年黒組                                                                 | 「THE LAST PARTY」                 | テレビアニメ『悪魔のリドル』エンディングテーマ                    |
| 7月9日  | 黒組曲・急                                             | 10年黒組                                                                 | 「仰げば尊し」                     | テレビアニメ『悪魔のリドル』挿入歌                                |
| 2017年  |                                                        |                                                                          |                                    |                                                                   |
| 7月19日 | ガールフレンド（仮） キャラクターソングシリーズ Vol.07 | れもんみるくちょこれーと☆                                                | 「キャキャキャウフフは止まらない」 | ゲーム『ガールフレンド（仮）』関連曲                              |
| 8月17日 | ファントム♥パラディーゾ                                | アスカロン（戸田めぐみ）、フォルカス（清都ありさ）、ムラマサ（内田愛美） | 「ファントム♥パラディーゾ」        | ゲーム『ファントム オブ キル』テーマソング                        |
| 2018年  |                                                        |                                                                          |                                    |                                                                   |
| 1月31日 | Journey to the Sunshine                                | Aqoursと浦の星の仲間たち                                                 | 「勇気はどこに？君の胸に！」       | テレビアニメ『ラブライブ！サンシャイン!!』第2期エンディングテーマ |

### その他参加楽曲
| 発売日        | 商品名                                       | 歌                         | 楽曲 | 備考                                               |
| ------------- | -------------------------------------------- | -------------------------- | --- | -------------------------------------------------- |
| 2010年11月7日 | ☆Twinkle☆Girls☆                              | ☆Twinkle☆Girls☆            | 「☆Twinkle☆Girls☆」 | ゲーム『コープスパーティー Book of Shadows』挿入歌 |
| 2010年11月7日 | ☆Twinkle☆Girls☆                              | ☆Twinkle☆Girls☆            | 「YAKUSOKU」 |                                                    |
| 2013年4月17日 | いつも口ずさんでた歌を合唱でカヴァーしてみた | フェイバリットソング合唱団 | 「フェイバリットソング合唱団のテーマ 」 「CMソングメドレー」 「あなたに」 「キセキ」 「情熱の薔薇」 「空も飛べるはず」 「未来予想図II」 「M」 「フェイバリットソング合唱団エンディング」 |                                                    |

### ユニットメンバー
1. 1 2  諏訪彩花、金元寿子、南條愛乃、浅倉杏美、内村史子、内田愛美、三澤紗千香、大坪由佳、荒川美穂、佳村はるか、安済知佳、沼倉愛美、山田悠希
2. ↑  浅見景（伊藤美来）、一色愛瑠（内田愛美）、望月エレナ（原田ひとみ）
3. ↑  高海千歌（伊波杏樹）、桜内梨子（逢田梨香子）、松浦果南（諏訪ななか）、黒澤ダイヤ（小宮有紗）、渡辺曜（斉藤朱夏）、津島善子（小林愛香）、国木田花丸（高槻かなこ）、小原鞠莉（鈴木愛奈）、黒澤ルビィ（降幡愛）
4. ↑  高海志満（阿澄佳奈）、高海美渡（伊藤かな恵）、よしみ（松田利冴）、いつき（金元寿子）、むつ（芹澤優）、しいたけ（麦穂あんな）、解答者A（山北早紀）、解答者B（千本木彩花）、その他女子生徒（三宅晴佳、嶺内ともみ、小松奈生子、岡咲美保、続木友子、小野寺瑠奈、原口祥子、米山明日美、二ノ宮愛子、樋口桃、木本久留美、成岡正江、小田果林、内田愛美、森永たえこ）
5. ↑  阿部玲子、井澤詩織、笠原あきら、喜多村英梨、桑門そら、水野愛日、山本綾、内田愛美
6. ↑  秋元瑞貴、阿部玲子、石垣奈津美、石川詩乃、内田愛美、大木美和、加藤祐梨、北澤綾香、黒木美咲、雑賀優、坂口愛佳、紗上唄菜、坂本麻美、阪本智美、桜木アミサ、笹本菜津枝、篠永百合、瀬川恵理、竹内麻沙美、谷邊由美、田村奈央、辻綾乃、富永佳恵、中牟田理恵、中村温姫、沼裕華、中芝文香、萩乃水城、濱谷夏帆、三上梨絵、森島亜梨紗、吉田紗和子、羅弘美

### シリーズ一覧
1. ↑  第1作『dear sisters』（2024年）、第2作『dear friends』（2024年）